# Aron Kristjánsson
Aron Kristjánsson (født. 14. juli 1972) er en tidligere islandsk håndboldspiller og nuværende træner for Bahrains herrehåndboldlandshold.